# کنتون بند (آلاباما)
کنتون بند (به انگلیسی: Canton Bend) یک منطقهٔ مسکونی در ایالات متحده آمریکا است که در شهرستان ویلکاکس، آلاباما واقع شده‌است. کنتون بند ۶۴٫۹۲ متر بالاتر از سطح دریا واقع شده‌است.